# Parc Isahaya
Le parc public Isahaya (諫早公園, Isahaya-kōen) est un parc situé à Isahaya, dans la préfecture de Nagasaki, au Japon.

## Situation géographique
Enclave de verdure dans le nord-est du parc municipal de Jōyama, le parc Isahaya s'étend dans le quartier Takajō, partie centrale de la ville d'Isahaya. Il se situe à environ 10 km au nord-est de Nagasaki.

## Histoire
Au milieu du XVe siècle, le château de Taka est la résidence d'un gouverneur féodal de la province de Hyūga, dans l'Île de Kyūshū. En 1587, le château est détruit par les guerriers du clan Ryūzōji du domaine de Saga, lors de la campagne de Kyūshū (1586-1587), campagne militaire menée par le régent impérial, chef de guerre, Toyotomi Hideyoshi, qui cherche à dominer le Japon à la fin de la période Sengoku. Puis le domaine du château est confié à un notable local qui lui donne son nom : Isahaya.
À l'ère Taishō (1912-1926), un parc est créé sur les ruines du château d'Isahaya. En 1958, il devient la propriété de la municipalité d'Isahaya.

## Monument naturel national
L'emplacement du château de Taka, devenu une colline plantée d'arbres, incluant des cerisiers du Japon, des magnolias, des fusains du Japon, des Elaeocarpus sylvestres et un camphrier vieux de 600 ans,, est classé monument naturel national.

## Le pont Megane

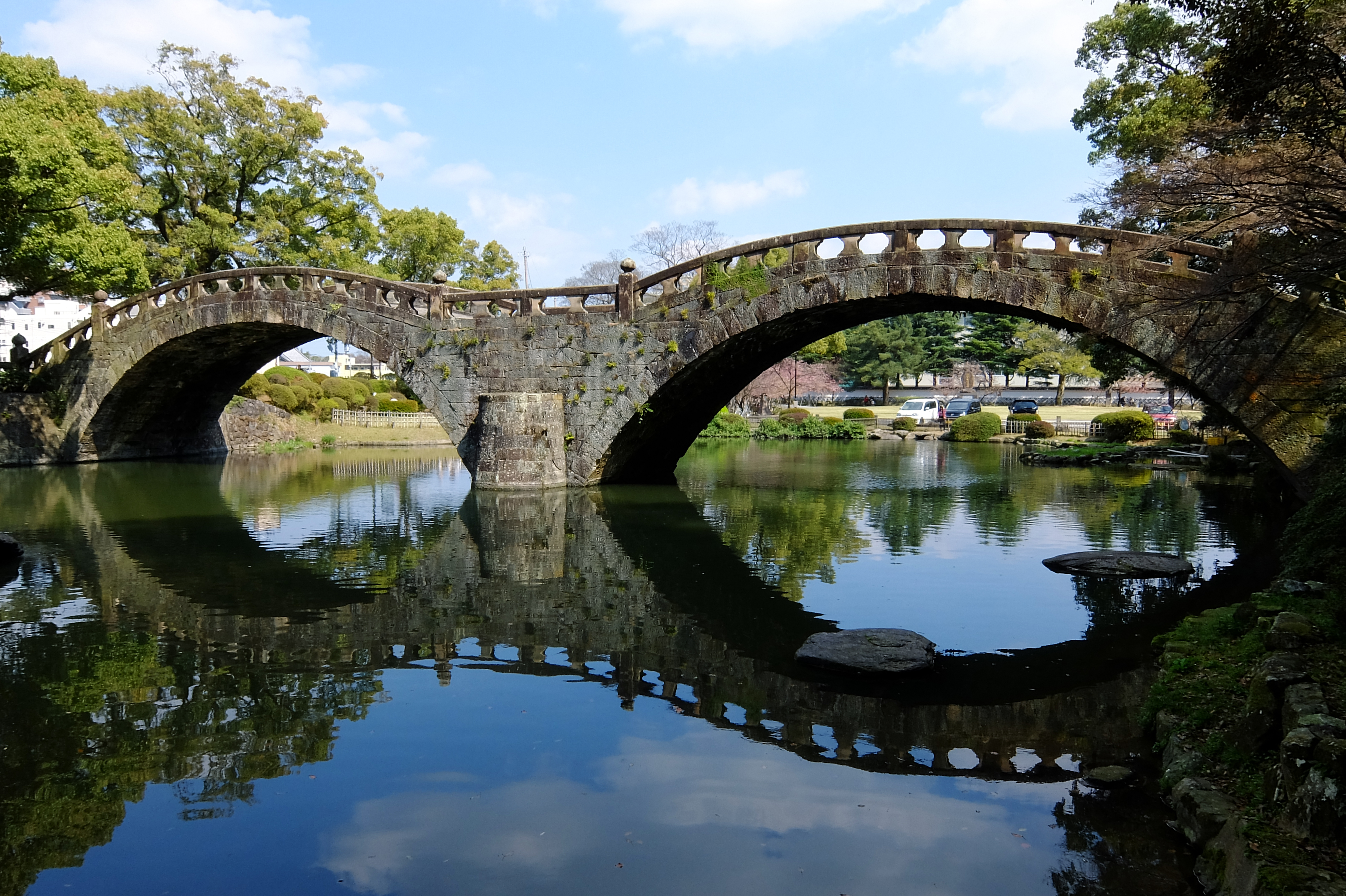
Le pont Megane.

En 1957, une inondation subséquente au débordement de la rivière Honmyō, passant non loin du parc, endommage partiellement le pont Megane qui enjambe la rivière. Le pont, datant de 1839, est reconstruit, en 1960, sur l'étang du parc.
Ce pont en pierre à deux arches fait environ deux fois la taille du pont Megane de Nagasaki.
En 1958, il est inscrit sur la liste officiel des biens culturels importants du Japon.

## Fête des azalées
Le parc contient 30 000 azalées dont la floraison est célébrée par ses nombreux visiteurs, chaque début de printemps depuis 1952.